# Corynoneura australiensis
Corynoneura australiensis är en tvåvingeart som beskrevs av Freeman 1961. Corynoneura australiensis ingår i släktet Corynoneura och familjen fjädermyggor. Inga underarter finns listade i Catalogue of Life.